# Nicolas Mahut
Nicolas Pierre Armand Mahut (výslovnost [nikɔla may]IPA, * 21. ledna 1982 Angers) je francouzský profesionální tenista, který s krajanem Pierrem-Huguesem Herbertem zkompletoval v letech 2015–2019 kariérní grandslam v mužské čtyřhře, tj. jako osmý pár historie vyhráli všechny čtyři majory. Po boku Herberta triumfoval na US Open 2015, Wimbledonu 2016, French Open 2018 i 2021 a Australian Open 2019. Společně také ovládli Turnaj mistrů 2019 a 2021.
Mezi roky 2016–2017 byl světovou jedničkou ve čtyřhře, 49. v pořadí od zavedení žebříčku a po Yannicku Noahovi druhý francouzský muž na čele singlové či deblové klasifikace. Mezi lety 2016–2017 strávil na čele žebříčku 39 týdnů během dvou období.
V juniorské kategorii vybojoval singlovou trofej ve Wimbledonu 2000 a deblová vítězství na US Open 1999 a Australian Open 2000. Ve své dosavadní kariéře na okruhu ATP Tour vyhrál čtyři singlové a třicet sedm deblových turnajů. Na challengerech ATP a okruhu ITF získal šestnáct titulů ve dvouhře a dvacet čtyři ve čtyřhře.
Na žebříčku ATP byl ve dvouhře nejvýše klasifikován v květnu 2014 na 37. místě a ve čtyřhře pak v červnu 2016 na 1. místě. Trénují ho Nicolas Copin a Nicolas Renavand. Předtím tuto roli plnili Thierry Ascione, Nicolas Escudé, Gabriel Urpi či Jérôme Haehnel.
V úvodním kole Wimbledonu 2010 odehrál proti americkému hráči Johnu Isnerovi nejdelší zápas tenisové historie. Čas utkání činil 11 hodin a 5 minut. Dvakrát došlo k přerušení pro tmu. Isner jej vyhrál po setech 4–6, 6–3, 7–6, 6–7 a 70–68. Své prožitky pak popsal v knize Le match de ma vie (Zápas mého života).

## Tenisová kariéra

### Týmové soutěže
Ve francouzském daviscupovém týmu debutoval v roce 2015 frankfurtským 1. kolem Světové skupiny proti Německu, v němž s Julien Benneteauem vyhráli čtyřhru a za rozhodnutého stavu odešel poražen ze závěrečné dvouhry. Francouzské družstvo postoupilo do čtvrtfinále 3:2 na zápasy. V Davis Cupu 2017 se stal členem vítězného týmu. Do listopadu 2022 v soutěži nastoupil k devatenácti mezistátním utkáním s bilancí 1–2 ve dvouhře a 15–4 ve čtyřhře.
Francii reprezentoval na Letních olympijských hrách 2016 v Riu de Janeiru, kde v mužské čtyřhře vytvořil nejvýše nasazenou dvojici s Pierrem-Huguesem Herbertem. Soutěž však opustili již v úvodním kole po dvousetové prohře od kolumbijského páru Juan Sebastián Cabal a Robert Farah. Ve smíšené soutěži byli s Caroline Garciaovou turnajovými jedničkami. Poraženi však odešli v prvním kole od brazilské dvojice Teliana Pereirová a Marcelo Melo po nezvládnutých tiebreacích.
Za Francii nastoupil na Hopman Cupu 2011. Po boku Kristiny Mladenovicové vyhráli v základní skupině B dvě ze tří mezistátních utkání a skončili na druhém, prvním nepostupovém, místě. Ve dvouhrách podlehl Američanu Johnu Isnerovi a Britovi Andymu Murraymu. Naopak zdolal Itala Potita Staraceho.

### 1998–2000: Juniorská kariéra
V juniorské kategorii vyhrál roku 1988 francouzské mistrovství 16letých stejně tak i 18letých. V sezóně 1999 si připsal deblový titul na floridském Orange Bowlu a singlové trofeje si odvezl ze Sunshine Cupu a Coffee Bowlu.
Na grandslamové juniorce vybojoval vítězství ve Wimbledonu 2000, když ve finále přehrál chorvatský talent Maria Ančiće. K tomu přidal dva deblové vavříny. Nejprve s Julienem Benneteau zvítězili ve čtyřhře US Open 1999, a poté se Španělem Tommym Robredem opanovali soutěž na Australian Open 2000.
Mezi juniory zaznamenal bilanci utkání 93–33 ve dvouhře a 76–21 ve čtyřhře. Na juniorském žebříčku ITF dosáhl singlového maxima v lednu 2000, když figuroval na 3. příčce. Ve čtyřhře mu v prosinci 1999 patřila 1. pozice. V roce 1999 se stal s Julianem Benneteauem juniorským mistrem světa ITF ve čtyřhře.

### Profesionální kariéra

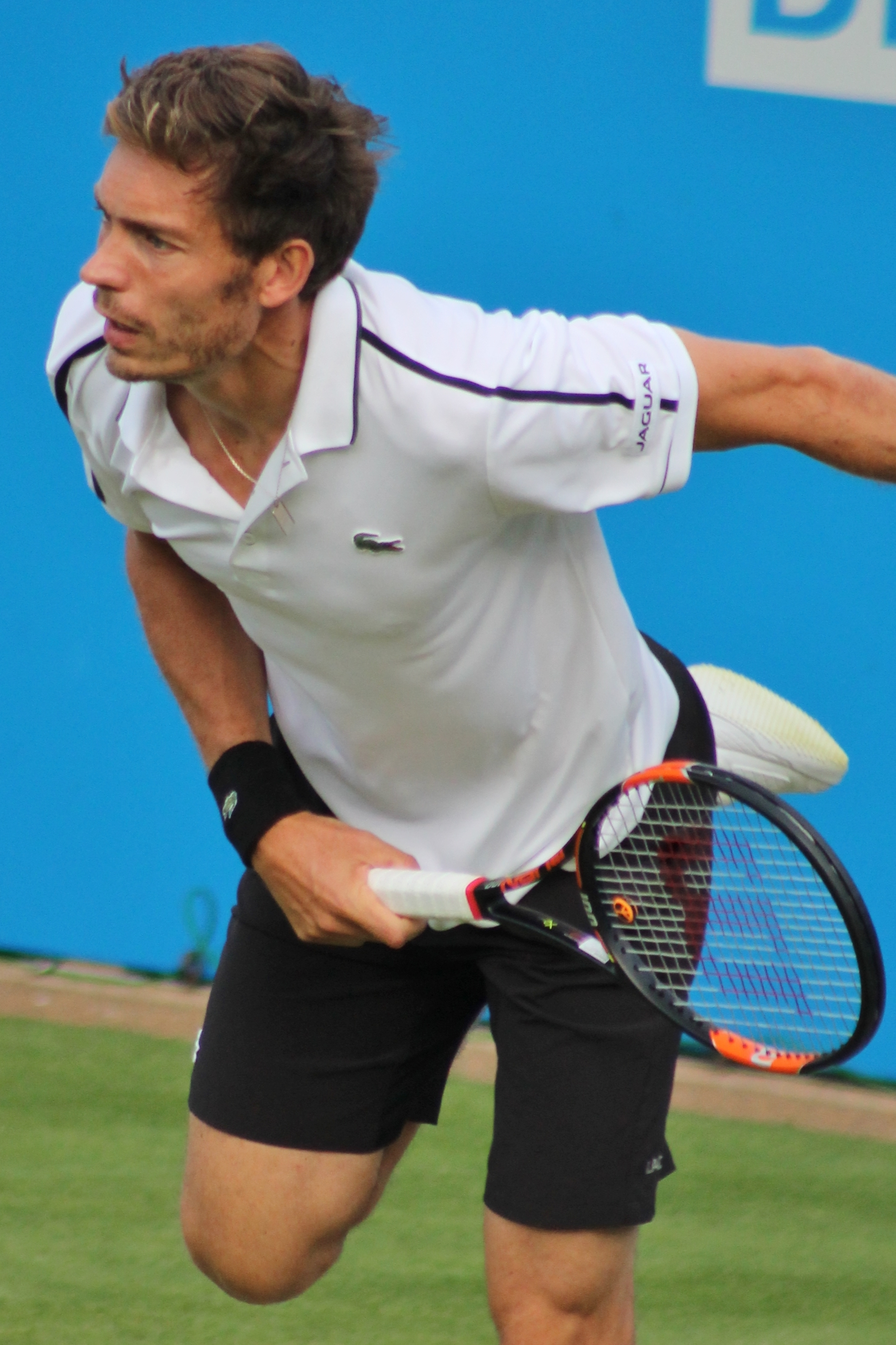
Podání na londýnském AEGON Championships 2015, kde vyhrál čtyřhru

V sezóně 2000 vstoupil mezi profesionální tenisty, kdy mu patřila dělená 1 063. příčka žebříčku ATP. Daný rok se nejdále probojoval do čtvrtfinále challengeru v Cherbourgu, kde podlehl hráči z třetí stovky klasifikace Michailu Južnému. Na turnajích Futures dohrál třikrát také mezi poslední osmičkou hráčů. Divokou kartu obdržel na French Open 2000, ale v úvodním kole jej vyřadil 105. muž světa Markus Hipfl z Rakouska.
Australian Open 2001 zahájil prohrou od světové devětapadesátky Andreje Medveděva. První vítězný zápas na okruhu ATP Tour vybojoval na Marseille Open 2001, když porazil 121. jihoafrického hráče klasifikace Nevilla Godwina. Ve druhé fázi premiérově nastoupil k zápasu proti hráči elitní světové desítky. Poražen odešel od sedmého muže pořadí Jevgenije Kafelnikova.
Všech pět singlových finále na okruhu ATP, které odehrál do roku 2015, proběhly na travnatém povrchu.
První trofej ve dvouhře vybojoval na wimbledonské přípravě, Topshelf Open 2013 v 's-Hertogenboschi, kde si ve finále poradil se Švýcarem Stanislasem Wawrinkou. Turnajem prošel bez ztráty setu a s jediným prohraným podáním. Bodový zisk jej následně posunul o více než sto míst vzhůru, když mu patřila 125. příčka žebříčku ATP.
Ve Wimbledonu 2013 startoval na divokou kartu. Ve druhém kole jej zastavil Španěl Tommy Robredo. Poté odcestoval na americký Hall of Fame Tennis Championships 2013 do Newportu, kam také obdržel divokou kartu. Turnaj vyhrál po finálovém vítězství nad bývalou světovou jedničkou Lleytonem Hewittem, ačkoli Australan v závěru druhé sady, za stavu 5-4, podával na vítězství v zápase. Trofej jej posunula do elitní světové stovky na 75. místo.
Na French Open 2015 dohrál ve třetím kole. Poté, co vyřadil nasazeného Lotyše Ernestsa Gulbise, skončil na raketě turnajové dvanáctky Gillese Simona. Třetí singlový titul přidal na travnatém Topshelf Open 2015. V přímém boji o vítězství přehrál belgického tenistu Davida Goffina a z Hertogenbosche si odvezl druhý vavřín.

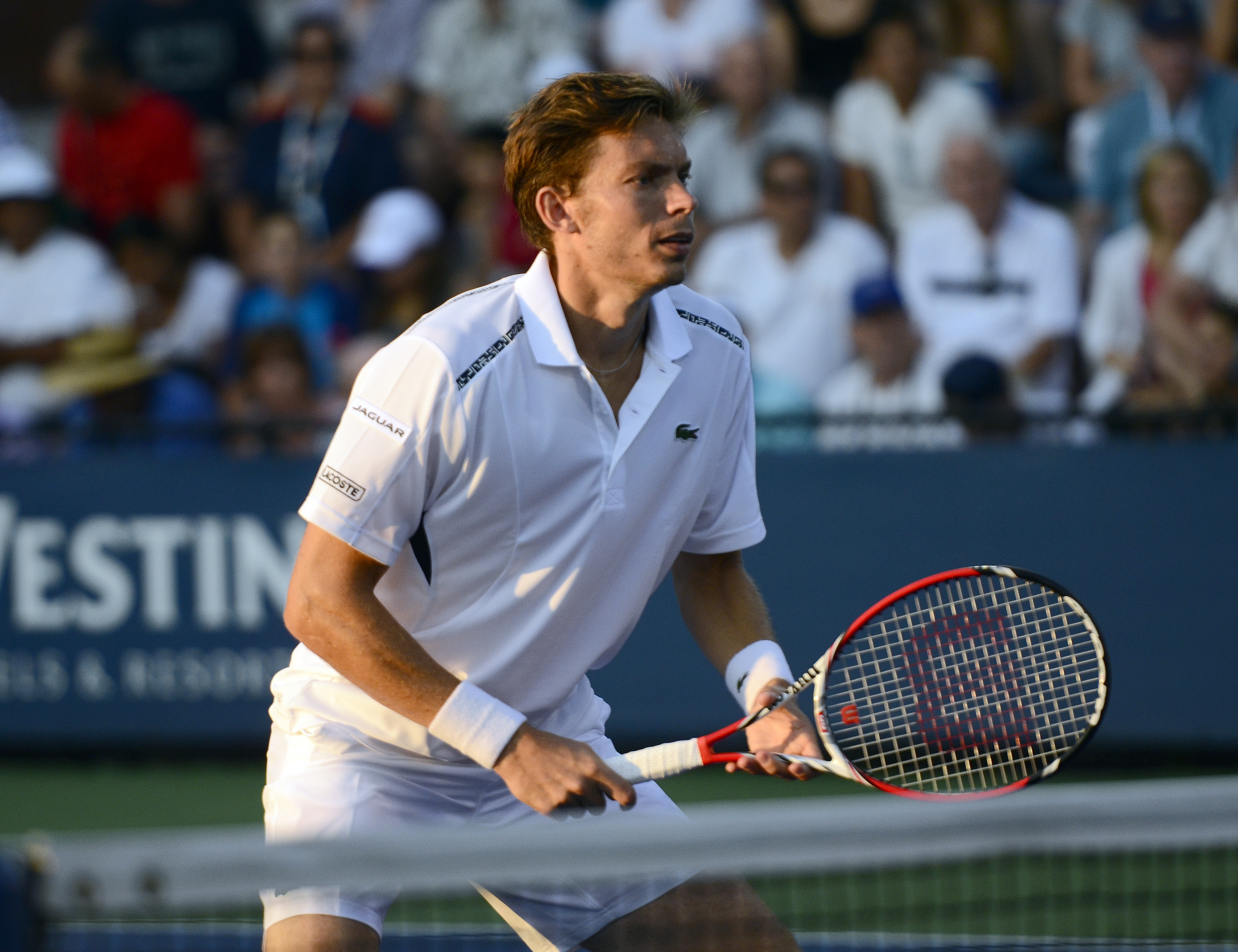
Během US Open 2014

S krajanem Pierrem-Huguesem Herbertem získali grandslamový titul v mužské čtyřhře US Open 2015. V roli dvanáctého nasazeného páru ve finále zdolali britsko-australské turnajové osmičky Jamieho Murrayho s Johnem Peersem po dvousetovém průběhu, když ani jednou neztratili podání. Jako poražený finalista odešel z deblových soutěží na French Open 2013 a Australian Open 2015.
V sezóně 2016 s Pierrem-Huguesem Herbertem nejdříve ovládl únorový ABN AMRO World Tennis Tournament, aby následně získali tituly ze tří úvodních Mastersů roku, když postupně vyhráli Indian Wells Masters, Miami Miasters a Monte Carlo Rolex Masters. Bodový zisk následně přispěl k posunu vzhůru deblovým žebříčkem. V jeho vydání ze 6. června 2016, po vyřazení ve třetím kole debla na French Open 2016, se stal novou světovou jedničkou ve čtyřhře, 49. v pořadí od zavedení žebříčku a po Yannicku Noahovi (1986) druhým francouzským mužem na čele singlové či deblové klasifikace.
Ve Wimbledonu se nejprve v singlové části probojoval do čtvrtého kola, kde ho z turnaje odstranil Američan Sam Querrey. S Herbertem, kterého v singlové části vyřadil ve třetím kole, se v deblu probojoval do finále, kde zdolali krajany Juliena Benneteaua a Édouarda Rogera-Vasselina a získali tak druhý společný grandslamový titul. Bylo to poprvé v historii, kdy měla tato wimbledonská soutěž ryze francouzské obsazení.
Třetí grandslamový vavřín ze čtyřhry přidal s Herbertem na French Open 2018. Ve finále za 1.40 hodin zdolali rakousko-chorvatské turnajové dvojky Olivera Maracha a Mateho Paviće. Ve druhé sadě přitom odvrátili čtyři setboly a zápas následně ukončili v tiebreaku. Stali se tak třetí francouzskou dvojicí, která triumfovala na Roland Garros, když navázali na vítězství Henriho Lecontea s Yannickem Noahem (1984) a Juliena Benneteaua s Édouardem Rogerem-Vasselinem (2014).

## Soukromý život
Narodil se roku 1982 v Angers do rodiny počítačového inženýra Philippa a Brigitte Mahutových. Matka zemřela v roce 2005. Má sestru a tři starší bratry.
Tenis začal hrát v pěti letech. Žije na pařížském předměstí Boulogne-Billancourt, v blízkostí Stade Roland-Garros. V roce 2007 navázal partnerský vztah s Virginií, s níž se později oženil. Dvojici se 18. srpna 2011 narodil syn Nathanaël Mahut.

## Finále na Grand Slamu

### Mužská čtyřhra: 8 (5–3)
| Stav      | Rok  | turnaj          | povrch | spoluhráč              | soupeři ve finále                        | výsledek                                    |
| --------- | ---- | --------------- | ------ | ---------------------- | ---------------------------------------- | ------------------------------------------- |
| Finalista | 2013 | French Open     | antuka | Michaël Llodra         | Bob Bryan Mike Bryan                     | 4–6, 6–4, 6–7(3–7)                          |
| Finalista | 2015 | Australian Open | tvrdý  | Pierre-Hugues Herbert  | Simone Bolelli Fabio Fognini             | 4–6, 4–6                                    |
| Vítěz     | 2015 | US Open         | tvrdý  | Pierre-Hugues Herbert  | Jamie Murray John Peers                  | 6–4, 6–4                                    |
| Vítěz     | 2016 | Wimbledon       | tráva  | Pierre-Hugues Herbert  | Julien Benneteau Édouard Roger-Vasselin  | 6–4, 7–6(7–1), 6–3                          |
| Vítěz     | 2018 | French Open     | antuka | Pierre-Hugues Herbert  | Oliver Marach Mate Pavić                 | 6–3, 7–6(7–4)                               |
| Vítěz     | 2019 | Australian Open | tvrdý  | Pierre-Hugues Herbert  | Henri Kontinen John Peers                | 6–4, 7–6(7–1)                               |
| Finalista | 2019 | Wimbledon       | tráva  | Édouard Roger-Vasselin | Robert Farah Maksúd Juan Sebastián Cabal | 7–6(7–5), 6–7(5–7), 6–7(6–8), 7–6(7–5), 3–6 |
| Vítěz     | 2021 | French Open (2) | antuka | Pierre-Hugues Herbert  | Alexandr Bublik Andrej Golubjev          | 4–6, 7–6(7–1), 6–4                          |

## Finále na Turnaji mistrů

### Čtyřhra: 3 (2–1)
| Stav      | rok  | turnaj                 | povrch    | spoluhráč             | soupeři ve finále           | výsledek finále   |
| --------- | ---- | ---------------------- | --------- | --------------------- | --------------------------- | ----------------- |
| Finalista | 2018 | Londýn, Velká Británie | tvrdý (h) | Pierre-Hugues Herbert | Mike Bryan Jack Sock        | 7–5, 1–6, [11–13] |
| Vítěz     | 2019 | Londýn, Velká Británie | tvrdý (h) | Pierre-Hugues Herbert | Raven Klaasen Michael Venus | 6–3, 6–4          |
| Vítěz     | 2021 | Turín, Itálie          | tvrdý (h) | Pierre-Hugues Herbert | Rajeev Ram Joe Salisbury    | 6–4, 7–6(7–0)     |

## Finále na okruhu ATP Tour
| Legenda (před/od 2009)                                   |
| -------------------------------------------------------- |
| D – dvouhra; Č – čtyřhra                                 |
| Grand Slam (5–3 Č)                                       |
| Turnaj mistrů (2–1 Č)                                    |
| ATP Masters Series / ATP Tour Masters 1000 (7–5 Č)       |
| ATP International Series Gold / ATP Tour 500 (8–1 Č)     |
| ATP International Series / ATP Tour 250 (4–2 D; 15–12 Č) |

### Dvouhra: 6 (4–2)
| Stav      | č. | datum             | turnaj                                | povrch | soupeř ve finále   | výsledek                |
| --------- | -- | ----------------- | ------------------------------------- | ------ | ------------------ | ----------------------- |
| Finalista | 1. | 17. června 2007   | Londýn – Queen's Club, Velká Británie | tráva  | Andy Roddick       | 6–4, 6–7(7–9), 6–7(2–7) |
| Finalista | 2. | 15. července 2007 | Newport, Spojené státy                | tráva  | Fabrice Santoro    | 4–6, 4–6                |
| Vítěz     | 1. | 22. června 2013   | 's-Hertogenbosch, Nizozemsko          | tráva  | Stanislas Wawrinka | 6–3, 6–4                |
| Vítěz     | 2. | 15. července 2013 | Newport, Spojené státy                | tráva  | Lleyton Hewitt     | 5–7, 7–5, 6–3           |
| Vítěz     | 3. | 14. června 2015   | 's-Hertogenbosch, Nizozemsko (2)      | tráva  | David Goffin       | 7–6(7–1), 6–1           |
| Vítěz     | 4. | 13. června 2016   | 's-Hertogenbosch, Nizozemsko (3)      | tráva  | Gilles Müller      | 6–4, 6–4                |

### Čtyřhra: 59 (37–22)
| Stav      | č.  | datum              | turnaj                                   | povrch    | spoluhráč              | soupeři ve finále                        | výsledek                                    |
| --------- | --- | ------------------ | ---------------------------------------- | --------- | ---------------------- | ---------------------------------------- | ------------------------------------------- |
| Vítěz     | 1.  | 29. září 2003      | Mety, Francie                            | tvrdý     | Julien Benneteau       | Michaël Llodra Fabrice Santoro           | 7–6(7–2), 6–3                               |
| Finalista | 1.  | 6. října 2003      | Lyon, Francie                            | koberec   | Julien Benneteau       | Jonatan Erlich Andy Ram                  | 1–6, 3–6                                    |
| Finalista | 2.  | 10. července 2004  | Newport, Spojené státy                   | tráva     | Gregory Carraz         | Jordan Kerr Jim Thomas                   | 3–6, 7–6(7–5), 3–6                          |
| Vítěz     | 2.  | 16. října 2004     | Mety, Francie (2)                        | tvrdý     | Arnaud Clément         | Ivan Ljubičić Uros Vico                  | 6–2, 7–6(10–8)                              |
| Finalista | 3.  | 29. září 2007      | Bangkok, Thajsko                         | tvrdý     | Michaël Llodra         | Sančaj Ratiwatana Sončat Ratiwatana      | 6–3, 5–7, [7–10]                            |
| Vítěz     | 3.  | 31. října 2009     | Lyon, Francie                            | tvrdý     | Julien Benneteau       | Arnaud Clément Sébastien Grosjean        | 6–4, 7–6(8–6)                               |
| Finalista | 4.  | 13. listopadu 2011 | Paříž, Francie                           | tvrdý (h) | Julien Benneteau       | Rohan Bopanna Ajsám Kúreší               | 2–6, 4–6                                    |
| Vítěz     | 4.  | 5. února 2012      | Montpellier, Francie                     | tvrdý (h) | Édouard Roger-Vasselin | Paul Hanley Jamie Murray                 | 6–4, 7–6(7–4)                               |
| Vítěz     | 5.  | 26. února 2012     | Marseille, Francie                       | tvrdý (h) | Édouard Roger-Vasselin | Dustin Brown Jo-Wilfried Tsonga          | 3–6, 6–3, [10–6]                            |
| Vítěz     | 6.  | 23. září 2012      | Mety, Francie (3)                        | tvrdý (h) | Édouard Roger-Vasselin | Johan Brunström Frederik Nielsen         | 7–6(7–3), 6–4                               |
| Finalista | 5.  | 8. června 2013     | French Open, Paříž, Francie              | antuka    | Michaël Llodra         | Bob Bryan Mike Bryan                     | 4–6, 6–4, 6–7(3–7)                          |
| Vítěz     | 7.  | 15. června 2013    | Newport, Spojené státy                   | tráva     | Édouard Roger-Vasselin | Tim Smyczek Rhyne Williams               | 6–7(4–7), 6–2, [10–5]                       |
| Finalista | 6.  | 22. září 2013      | Mety, Francie                            | tvrdý (h) | Jo-Wilfried Tsonga     | Johan Brunström Raven Klaasen            | 4-6, 6-7(5-7)                               |
| Finalista | 7.  | 9. února 2014      | Montpellier, Francie (2)                 | tvrdý (h) | Marc Gicquel           | Nikolaj Davyděnko Denis Istomin          | 4–6, 6–1, [7–10]                            |
| Vítěz     | 8.  | 16. února 2014     | Rotterdam, Nizozemsko                    | tvrdý (h) | Michaël Llodra         | Jean-Julien Rojer Horia Tecău            | 6–2, 7–6(7–4)                               |
| Finalista | 8.  | 31. ledna 2015     | Australian Open, Melbourne, Austrálie    | tvrdý     | Pierre-Hugues Herbert  | Simone Bolelli Fabio Fognini             | 4–6, 4–6                                    |
| Finalista | 9.  | 13. června 2015    | 's-Hertogenbosch, Nizozemsko             | tráva     | Pierre-Hugues Herbert  | Ivo Karlović Łukasz Kubot                | 2–6, 6–7(9–11)                              |
| Vítěz     | 9.  | 21. června 2015    | Queen's Club, Londýn, Velká Británie     | tráva     | Pierre-Hugues Herbert  | Marcin Matkowski Nenad Zimonjić          | 6–2, 6–2                                    |
| Vítěz     | 10. | 12. září 2015      | US Open, New York, Spojené státy         | tvrdý     | Pierre-Hugues Herbert  | Jamie Murray John Peers                  | 6–4, 6–4                                    |
| Finalista | 10. | 27. září 2015      | Mety, Francie (2)                        | tvrdý (h) | Pierre-Hugues Herbert  | Łukasz Kubot Édouard Roger-Vasselin      | 6–2, 3–6, [7–10]                            |
| Vítěz     | 11. | 14. února 2016     | Rotterdam, Nizozemsko (2)                | tvrdý (h) | Vasek Pospisil         | Philipp Petzschner Alexander Peya        | 7–6(7–2), 6–4                               |
| Vítěz     | 12. | 19. března 2016    | Indian Wells, Spojené státy              | tvrdý     | Pierre-Hugues Herbert  | Vasek Pospisil Jack Sock                 | 6–3, 7–6(7–5)                               |
| Vítěz     | 13. | 2. dubna 2016      | Miami, Spojené státy                     | tvrdý     | Pierre-Hugues Herbert  | Raven Klaasen Rajeev Ram                 | 5–7, 6–1, [10–7]                            |
| Vítěz     | 14. | 17. dubna 2016     | Monte Carlo, Monako                      | antuka    | Pierre-Hugues Herbert  | Bruno Soares Jamie Murray                | 4–6, 6–0, [10–6]                            |
| Vítěz     | 15. | 19. června 2016    | Queen's Club, Londýn, Velká Británie     | tráva     | Pierre-Hugues Herbert  | Chris Guccione André Sá                  | 6–3, 7–6(7–5)                               |
| Vítěz     | 16. | 9. července 2016   | Wimbledon, Londýn, Velká Británie        | tráva     | Pierre-Hugues Herbert  | Julien Benneteau Édouard Roger-Vasselin  | 6–4, 7–6(7–1), 6–3                          |
| Finalista | 11. | 23. října 2016     | Antverpy, Belgie                         | tvrdý (h) | Pierre-Hugues Herbert  | Daniel Nestor Édouard Roger-Vasselin     | 4–6, 4–6                                    |
| Finalista | 12. | 6. listopadu 2016  | Paříž, Francie (2)                       | tvrdý (h) | Pierre-Hugues Herbert  | Henri Kontinen John Peers                | 4–6, 6–3, [6–10]                            |
| Vítěz     | 17. | 26. února 2017     | Marseille, Francie (2)                   | tvrdý (h) | Julien Benneteau       | Robin Haase Dominic Inglot               | 6–4, 6–7(9–11), [10–5]                      |
| Finalista | 13. | 14. května 2017    | Madrid, Španělsko                        | antuka    | Édouard Roger-Vasselin | Łukasz Kubot Marcelo Melo                | 5–7, 3–6                                    |
| Vítěz     | 18. | 21. května 2017    | Řím, Itálie                              | antuka    | Pierre-Hugues Herbert  | Ivan Dodig Marcel Granollers             | 4–6, 6–4, [10–3]                            |
| Vítěz     | 19. | 13. srpna 2017     | Montréal, Kanada                         | tvrdý     | Pierre-Hugues Herbert  | Rohan Bopanna Ivan Dodig                 | 6–4, 3–6, [10–6]                            |
| Vítěz     | 20. | 20. srpna 2017     | Cincinnati, Spojené státy                | tvrdý     | Pierre-Hugues Herbert  | Jamie Murray Bruno Soares                | 7–6(8–6), 6–4                               |
| Vítěz     | 21. | 18. února 2018     | Rotterdam, Nizozemsko (3)                | tvrdý (h) | Pierre-Hugues Herbert  | Oliver Marach Mate Pavić                 | 2–6, 6–2, [10–7]                            |
| Vítěz     | 22. | 9. června 2018     | French Open, Paříž, Francie              | antuka    | Pierre-Hugues Herbert  | Oliver Marach Mate Pavić                 | 6–3, 7–6(7–4)                               |
| Vítěz     | 23. | 24. září 2018      | Mety, Francie (3)                        | tvrdý (h) | Édouard Roger-Vasselin | Ken Skupski Neal Skupski                 | 6–1, 7–5                                    |
| Vítěz     | 24. | 21. října 2018     | Antverpy, Belgium                        | tvrdý (h) | Édouard Roger-Vasselin | Marcelo Demoliner Santiago González      | 6–4, 7–5                                    |
| Finalista | 14. | 18. listopadu 2018 | ATP Finals, Londýn, Velká Británie       | tvrdý (h) | Pierre-Hugues Herbert  | Mike Bryan Jack Sock                     | 7–5, 1–6, [11–13]                           |
| Vítěz     | 25. | 26. ledna 2019     | Australian Open, Melbourne, Austrálie    | tvrdý     | Pierre-Hugues Herbert  | Henri Kontinen John Peers                | 6–4, 7–6(7–1)                               |
| Finalista | 15. | 13. července 2019  | Wimbledon, Londýn, Velká Británie        | tráva     | Édouard Roger-Vasselin | Robert Farah Maksúd Juan Sebastián Cabal | 7–6(7–5), 6–7(5–7), 6–7(6–8), 7–6(7–5), 3–6 |
| Finalista | 16. | 22. září 2019      | Mety, Francie                            | tvrdý (h) | Édouard Roger-Vasselin | Robert Lindstedt Jan-Lennard Struff      | 6–2, 6–7(1–7), [4–10]                       |
| Vítěz     | 26. | 6. října 2019      | Tokio, Japonsko                          | tvrdý     | Édouard Roger-Vasselin | Nikola Mektić Franko Škugor              | 7–6(9–7), 6–4                               |
| Vítěz     | 27. | 3. listopadu 2019  | Paříž, Francie                           | tvrdý (h) | Pierre-Hugues Herbert  | Karen Chačanov Andrej Rubljov            | 6–4, 6–1                                    |
| Vítěz     | 28. | 17. listopadu 2019 | Turnaj mistrů, Londýn, Velká Británie    | tvrdý (h) | Pierre-Hugues Herbert  | Raven Klaasen Michael Venus              | 6–3, 6–4                                    |
| Vítěz     | 29. | 16. února 2020     | Rotterdam, Nizozemsko (4)                | tvrdý (h) | Pierre-Hugues Herbert  | Henri Kontinen Jan-Lennard Struff        | 7–6(7–5), 4–6, [10–7]                       |
| Vítěz     | 30. | 24. února 2020     | Marseille, Francie (3)                   | tvrdý (h) | Vasek Pospisil         | Wesley Koolhof Nikola Mektić             | 6–3, 6–4                                    |
| Vítěz     | 31. | 18. října 2020     | Kolín na Rýnem, Německo                  | tvrdý (h) | Pierre-Hugues Herbert  | Łukasz Kubot Marcelo Melo                | 6–4, 6–4                                    |
| Finalista | 17. | 23. května 2021    | Lyon, Francie                            | antuka    | Pierre-Hugues Herbert  | Hugo Nys Tim Pütz                        | 4–6, 7–5, [8–10]                            |
| Vítěz     | 32. | 13. června 2021    | French Open, Paříž, Francie (2)          | antuka    | Pierre-Hugues Herbert  | Alexandr Bublik Andrej Golubjev          | 4–6, 7–6(7–1), 6–4                          |
| Vítěz     | 33. | červen 2021        | Queen's Club, Londýn, Velká Británie (3) | tráva     | Pierre-Hugues Herbert  | John Peers Reilly Opelka                 | 6–4, 7–5                                    |
| Vítěz     | 34- | 14. října 2021     | Antverpy, Belgie                         | tvrdý (h) | Fabrice Martin         | Wesley Koolhof Jean-Julien Rojer         | 6–0, 6–1                                    |
| Finalista | 18. | 7. listopadu 2021  | Paříž, Francie                           | tvrdý (h) | Pierre-Hugues Herbert  | Michael Venus Tim Pütz                   | 3–6, 7-6(7-4), [11-13]                      |
| Vítěz     | 35. | 21. listopadu 2021 | Turnaj mistrů, Turín, Itálie (2)         | tvrdý (h) | Pierre-Hugues Herbert  | Rajeev Ram Joe Salisbury                 | 6–4, 7–6(7–0)                               |
| Vítěz     | 36. | únor 2022          | Montpellier, Francie (3)                 | tvrdý (h) | Pierre-Hugues Herbert  | Lloyd Glasspool Harri Heliövaara         | 4–6, 7–6(7–3), [12–10]                      |
| Vítěz     | 37. | říjen 2022         | Florencie, Itálie                        | tvrdý (h) | Édouard Roger-Vasselin | Ivan Dodig Austin Krajicek               | 7–6(7–4), 6–3                               |
| Finalista | 19. | říjen 2022         | Basilej, Švýcarsko                       | tvrdý (h) | Édouard Roger-Vasselin | Ivan Dodig Austin Krajicek               | 4–6, 6–7(5–7)                               |
| Finalista | 20. | únor 2023          | Marseille, Francie                       | tvrdý (h) | Fabrice Martin         | Édouard Roger-Vasselin Santiago González | 6–4, 6–7(4–7), [7–10]                       |
| Finalista | 21. | březen 2023        | Miami, Spojené státy                     | tvrdý     | Austin Krajicek        | Édouard Roger-Vasselin Santiago González | 6–7(4–7), 5–7                               |
| Finalista | 22. | květen 2023        | Lyon, Francie                            | antuka    | Matwé Middelkoop       | Rajeev Ram Joe Salisbury                 | 0–6, 3–6                                    |

## Finále na juniorce Grand Slamu

### Juniorská dvouhra: 1 (1–0)
| stav  | rok  | turnaj    | povrch | soupeř ve finále | výsledek      |
| ----- | ---- | --------- | ------ | ---------------- | ------------- |
| Vítěz | 2000 | Wimbledon | tráva  | Mario Ančić      | 3–6, 6–3, 7–5 |

### Juniorská čtyřhra: 2 (2–0)
| stav  | rok  | turnaj          | povrch | spoluhráč        | soupeři ve finále          | výsledek       |
| ----- | ---- | --------------- | ------ | ---------------- | -------------------------- | -------------- |
| Vítěz | 1999 | US Open         | tvrdý  | Julien Benneteau | Tres Davis Alberto Francis | 6–4, 3–6, 6–1  |
| Vítěz | 2000 | Australian Open | tvrdý  | Tommy Robredo    | Tres Davis Andy Roddick    | 6–2, 5–7, 11–9 |

## Postavení na konečném žebříčku ATP

### Dvouhra
| Rok    | 1999  | 2000   | 2001   | 2002   | 2003  | 2004   | 2005   | 2006  | 2007  | 2008  | 2009   | 2010   | 2011  | 2012   | 2013  | 2014   | 2015  | 2016  | 2017   | 2018   | 2019   | 2020   | 2021   |
| Pořadí | 1070. | ▲ 390. | ▲ 214. | ▼ 266. | ▲ 94. | ▼ 129. | ▼ 135. | ▲ 68. | ▲ 45. | ▼ 98. | ▼ 214. | ▲ 132. | ▲ 80. | ▼ 108. | ▲ 50. | ▼ 117. | ▲ 71. | ▲ 39. | ▼ 104. | ▼ 198. | ▲ 196. | ▼ 238. | ▼ 406. |

### Čtyřhra
| Rok    | 1999 | 2000   | 2001   | 2002   | 2003  | 2004  | 2005  | 2006  | 2007  | 2008  | 2009  | 2010  | 2011  | 2012  | 2013    | 2014  | 2015  | 2016 | 2017 | 2018  | 2019 | 2020 | 2021 |
| Pořadí | 824. | ▲ 203. | ▼ 276. | ▼ 292. | ▲ 74. | ▲ 27. | ▼ 57. | ▲ 84. | ▲ 38. | ▼ 79. | ▼ 98. | ▲ 97. | ▲ 59. | ▲ 51. | ▲ 5032. | ▲ 19. | ▲ 12. | ▲ 1. | ▼ 6. | ▼ 11. | ▲ 3. | ▼ 7. | 5.   |